# Thirty Meter Telescope

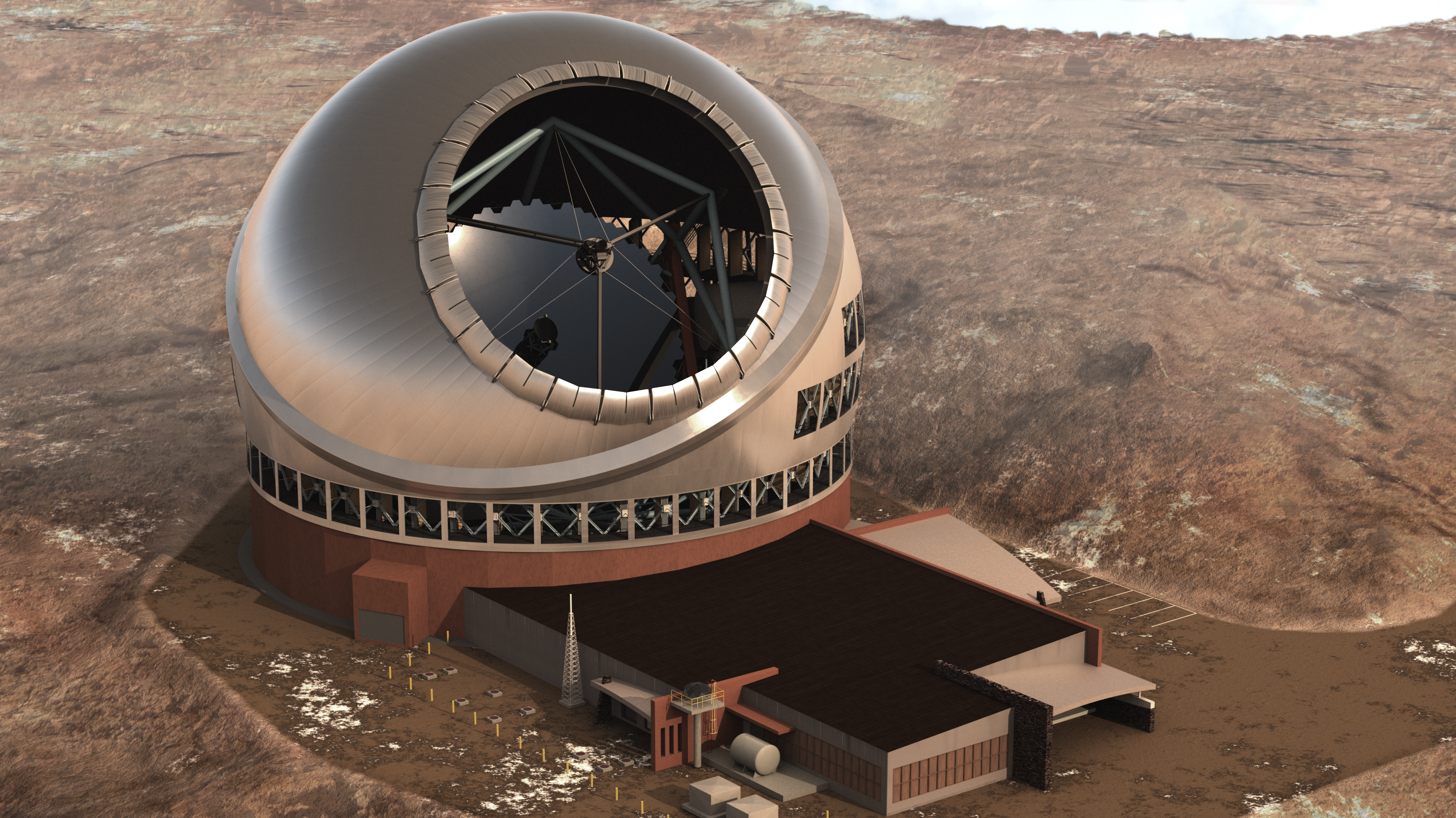
TMT (Thirty Meter Telescope)

Thirty Meter Telescope (TMT) är ett förslag till astronomiskt observatorium med ett extremt stort teleskop (ELT) som blev en källa till kontrovers på grund av sin planerade placering på Mauna Kea i den amerikanska delstaten Hawaii. Konstruktionen av TMT på mark som är helig för hawaiiansk kultur och religion blev en internationell nyhet efter oktober 2014, då byggandet tillfälligt upphörde frivilligt på grund av protester. När byggandet av teleskopet skulle återupptas den 2 april och senare den 24 juni 2015 blockerades det av ytterligare protester varje gång. "The Board of Land and Natural Resources" godkände TMT-projektet, men Hawaiis högsta domstol ogiltigförklarade bygglovstillstånden i december 2015. Roque de los Muchachos observatoriet, La Palma, Kanarieöarna, Spanien är alternativet om byggandet inte kan gå vidare på Hawaii. TMT skulle byggas på det sista området på Mauna Kea, efter att det är byggt kommer inga fler teleskop att byggas på Mauna Kea.
Forskare har funderat på ELTs (extremely large telescopes) sedan mitten av 1980-talet. År 2000 övervägde astronomer möjligheten att bygga ett teleskop med en ljussamlande spegelyta större än 20 meter i diameter. Tekniken att bygga en spegel större än 8,4 meter existerar inte; i stället övervägde forskare att använda många små segment som tillsammans utgör en stor spegel alternativt en gruppering av större speglar i en funktionell enhet. USA:s nationella vetenskapsakademi rekommenderade ett 30-meters teleskop som fokus för amerikanska intressen och försökte få det byggt inom tio år. Forskare vid University of California och Caltech började utveckla en design som så småningom skulle bli TMT, bestående av 492 segmenterade speglar med nio gånger styrkan av Keckteleskopet. Tack vare sin enorma ljusuppsamlingsförmåga och de optimala observationsförhållanden som finns på Mauna Kea, skulle TMT göra det möjligt för astronomer att bedriva forskning som inte kan genomföras med nuvarande instrument. TMT är konstruerat för observationer med nära ultraviolett till termisk infrarött (våglängder 0,31 till 28 μm), med adaptiv optik som hjälper till att korrigera bildoskärpa. TMT kommer att vara det högst belägna av alla föreslagna ELT. Teleskopet har statligt stöd från flera nationer: Kina, Japan, Kanada och Indien.
Den 29 mars 2017 slöts ett avtal mellan TMT och IAC (Instituto de Astrofisica de Canarias) om att alternativt placera teleskopet på La Palma, Kanarieöarna.